# Zhang Peijun
Zhang Peijun (kinesisk: 张佩君, født 29. april 1958) er en tidligere kvindelig kinesisk håndboldspiller der deltog under Sommer-OL 1984.
I 1984 var hun med på de kinesiske håndboldhold som vandt en bronzemedalje. Hun er i øjeblikket farmaceutisk ingeniør studerende ved University of Florida.